# 아이맥 G4
아이맥 G4(영어: iMac G4)는 2002년부터 2004년 중반까지 애플 컴퓨터에서 생산 및 판매한 올인원 데스크톱 컴퓨터이다. 2002년 1월 맥월드 샌프란시스코에서 발표되었다. 아이맥 G3를 대체하고 아이맥 G5가 그 뒤를 이었다.
아이맥 G4는 이전 아이맥의 CRT 디스플레이를 대체하여 LCD 디스플레이가 내장된 최초의 아이맥이다.